# 1-naftaleenazijnzuur
1-naftaleenazijnzuur is azijnzuur waarop een naftylgroep is gesubstitueerd. Het is een verbinding die in planten een auxine-achtige werking heeft, en ze wordt gebruikt als kunstmatig plantenhormoon. De werking is analoog aan die van de natuurlijke auxine indool-3-azijnzuur.
1-naftaleenazijnzuur wordt onder andere gebruikt bij de vegetatieve vermeerdering van planten, met als doel de wortelvorming van de stekken te bevorderen. Het is het actieve bestanddeel van verschillende producten met deze functie (stekpoeders).